# 크리스천 요크

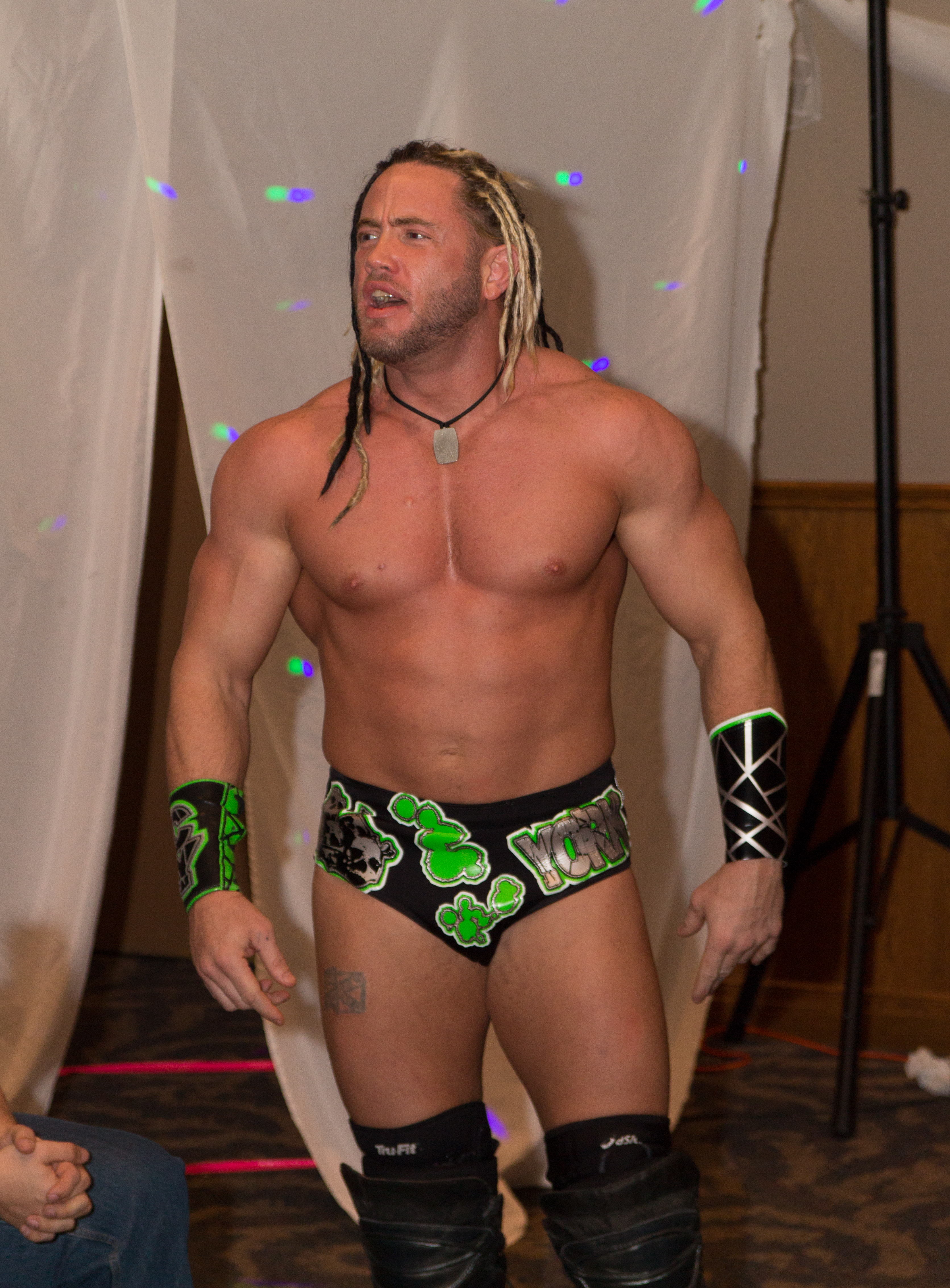

제이슨 스펜스(Jason Spence, 1977년 4월 13일 ~ )는 미국의 프로레슬러로, 크리스천 요크(Christian York)라는 링네임으로도 잘 알려져 있다.